# Iglesia de Santa María de los Ángeles (Valença)

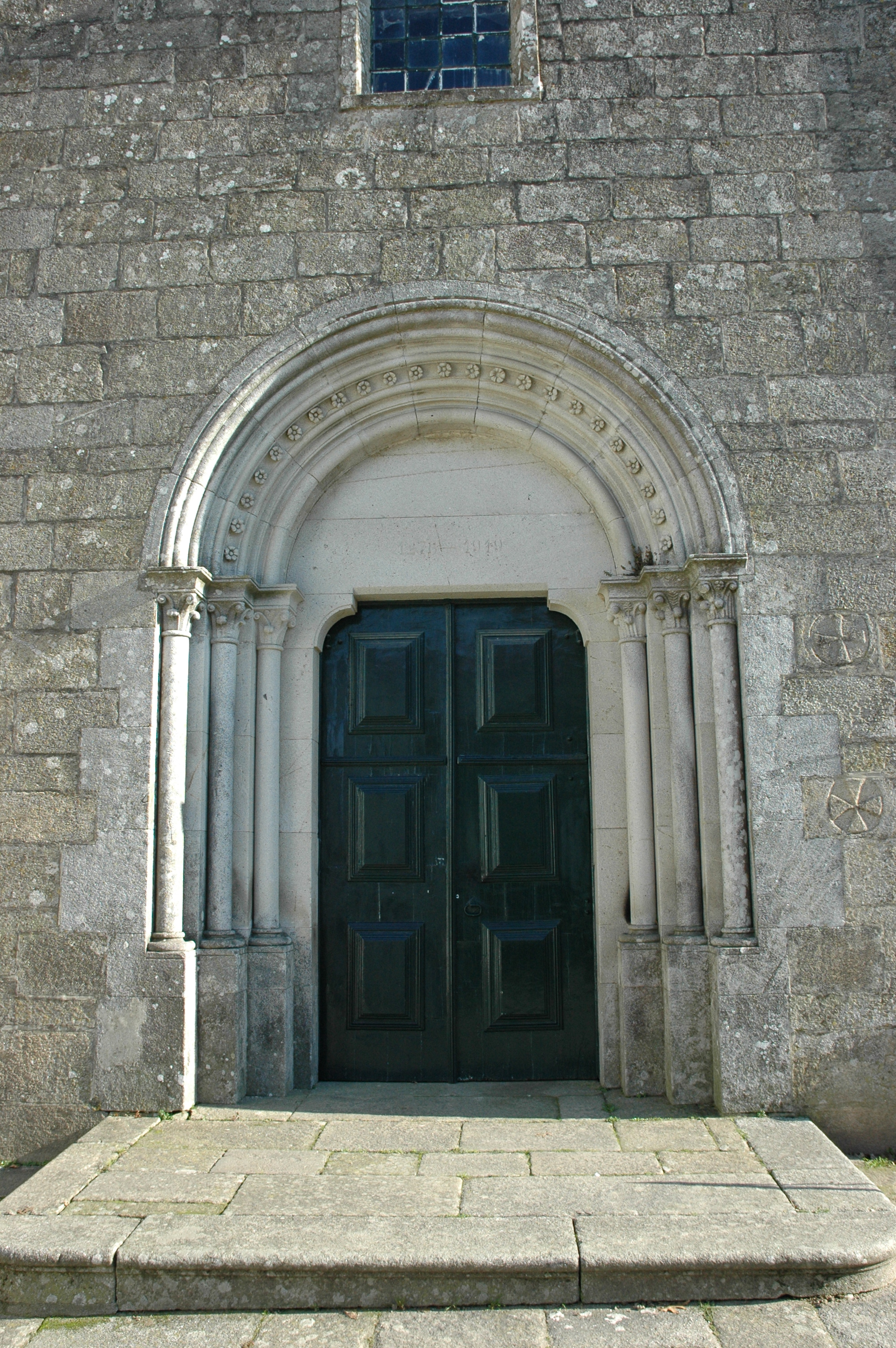
Detalle de la portada.

Dentro del casco antiguo de la fortaleza de Valencia de Miño se encuentra la Iglesia parroquial de Santa María de los Ángeles (en portugués: Santa Maria dos Anjos), construida en la segunda mitad del siglo XIII en estilo románico y consagrada en 1276.

## Edificio
Es una construcción de una sola nave encabezada por un ábside rectangular. El campanario cuadrangular, la capilla y la sacristía rectangulares se encuentran adosados al muro sur. La fachada principal contiene un portal con arcos de medio punto y tres arquivoltas apoyadas en los capiteles que rematan sendas columnas. 